# Мафе, Бойе
Адебойе Мафе (англ. Adeboye Mafe; 30 ноября 1998, Голден-Валли, Миннесота) — профессиональный американский футболист, выступающий на позиции ди-энда в клубе НФЛ «Сиэтл Сихокс». На студенческом уровне играл за команду Миннесотского университета. На драфте НФЛ 2022 года был выбран во втором раунде.

## Биография
Бойе Мафе родился 30 ноября 1998 года в Голден-Валли в Миннесоте. Четвёртый ребёнок в семье. Его родители эмигрировали в США из Нигерии в 1980-х годах, но стремились воспитывать в детях уважение к культуре йоруба. Подростком Мафе провёл один год в школе-интернате на своей исторической родине.
Мафе окончил старшую школу Хопкинс в Миннетонке. Во время учёбы он занимался лёгкой атлетикой, играл на позиции ди-энди в составе школьной футбольной команды. В выпускной год он сделал 78 захватов и четыре сэка, был включён в состав сборной звёзд турнира. После окончания школы скаутинговые сайты Rivals и 247Sports включали Мафе в пятёрку лучших молодых игроков Миннесоты.

### Любительская карьера
После окончания школы Мафе поступил в Миннесотский университет. Свой первый сезон он провёл в статусе освобождённого игрока, не принимая участия в официальных матчах команды. В турнире NCAA он дебютировал в 2018 году, сыграл в десяти матчах и сделал 12 захватов. В сезоне 2019 года Мафе принял участие в тринадцати играх, сделав 14 захватов и три сэка.
В сокращённом из-за пандемии COVID-19 сезоне 2020 года Мафе провёл шесть матчей с 27 захватами и 4,5 сэками. В турнире 2021 года он сыграл в тринадцати матчах, девять из них начал в стартовом составе. По итогам сезона он стал лучшим в команде по количеству захватов с потерей ярдов и сэков, по результатам опроса журналистов его включили в состав сборной звёзд конференции Big Ten. После окончания сезона Мафе объявил о намерении выставить свою кандидатуру на драфт НФЛ. В начале 2022 года он принял участие в матче всех звёзд выпускников колледжей.

#### Статистика выступлений в NCAA
| Сезон | Команда                 | Игры | Захваты | Захваты | Захваты | Захваты | Захваты | Перехваты | Перехваты | Перехваты | Перехваты | Перехваты | Фамблы | Фамблы | Фамблы | Фамблы |
| Сезон | Команда                 | Игры | Solo    | Ast     | Tot     | Loss    | Sk      | Int       | Yds       | Y/R       | TD        | PD        | FR     | Yds    | TD     | FF     |
| ----- | ----------------------- | ---- | ------- | ------- | ------- | ------- | ------- | --------- | --------- | --------- | --------- | --------- | ------ | ------ | ------ | ------ |
| 2017  | Миннесота Голден Гоферс | —    | —       | —       | —       | —       | —       | —         | —         | —         | —         | —         | —      | —      | —      | —      |
| 2018  | Миннесота Голден Гоферс | 10   | 7       | 5       | 12      | 0,5     | 0,5     | 0         | 0         | 0,0       | 0         | 1         | 0      | 0      | 0      | 0      |
| 2019  | Миннесота Голден Гоферс | 13   | 8       | 6       | 14      | 3,5     | 3,0     | 0         | 0         | 0,0       | 0         | 0         | 0      | 0      | 0      | 0      |
| 2020  | Миннесота Голден Гоферс | 6    | 18      | 9       | 27      | 5,5     | 4,5     | 0         | 0         | 0,0       | 0         | 2         | 0      | 0      | 0      | 2      |
| 2021  | Миннесота Голден Гоферс | 13   | 26      | 8       | 34      | 10,0    | 7,0     | 0         | 0         | 0,0       | 0         | 0         | 0      | 0      | 0      | 1      |
| Всего | Всего                   | 42   | 59      | 28      | 87      | 19,5    | 15,0    | 0         | 0         | 0,0       | 0         | 3         | 0      | 0      | 0      | 3      |

### Профессиональная карьера
Перед драфтом НФЛ 2022 года аналитик издания Bleacher Report Деррик Классен прогнозировал Мафе выбор в третьем раунде. По его мнению, игрок сразу мог занять место одного из игроков ротации с перспективой закрепиться в основном составе одного из клубов. Преимуществами Мафе называли хороший стартовый рывок и контроль тела, подвижность, эффективность работы рук, умение действовать в прикрытии. К минусам Классен относил среднюю длину рук, проблемы с удержанием позиции в блоке, низкая эффективность работы ног, проблемы с чтением выносной игры.
На драфте Мафе был выбран «Сиэтлом» во втором раунде под общим 40-м номером. В июле 2022 года он подписал с клубом четырёхлетний контракт на общую сумму 9,4 млн долларов.

#### Статистика выступлений в НФЛ

##### Регулярный чемпионат
| Сезон | Команда      | Игры | Захваты | Захваты | Захваты | Захваты | Захваты | Перехваты | Перехваты | Перехваты | Перехваты | Перехваты | Фамблы | Фамблы | Фамблы | Фамблы |
| Сезон | Команда      | Игры | Solo    | Ast     | Tot     | Loss    | Sk      | Int       | Yds       | Y/R       | TD        | PD        | FR     | Yds    | TD     | FF     |
| ----- | ------------ | ---- | ------- | ------- | ------- | ------- | ------- | --------- | --------- | --------- | --------- | --------- | ------ | ------ | ------ | ------ |
| 2022  | Сиэтл Сихокс | 4    | 10      | 3       | 13      | 1       | 1,0     | 0         | 0         | 0,0       | 0         | 0         | 0      | 0      | 0      | 0      |
| Всего | Всего        | 4    | 10      | 3       | 13      | 1       | 1,0     | 0         | 0         | 0,0       | 0         | 0         | 0      | 0      | 0      | 0      |

* На 4 октября 2022 года